# Enklityka
Enklityka (z gr. enklínein – oprzeć) – wyraz nieposiadający własnego akcentu, lecz tworzący całość akcentową z wyrazem poprzedzającym.
W języku polskim enklitykami są:
- jednosylabowe formy fleksyjne zaimków osobowych i zaimka zwrotnego

kochała go, uczył się
- partykuły by, że, no

zrobiliby, podajże, dajcie no mi
- człony -sta, -set w liczebnikach złożonych

czterysta, pięciuset
- ruchome końcówki czasownika

robiliśmy, chodziliście.
W języku serbsko-chorwackim enklitykami nazywa się krótkie formy czasowników „biti” być i „htjeti” chcieć oraz takież formy zaimków osobowych w przypadkach innych niż mianownik (np. enklityką od słowa „mene” mnie jest słowo „me”). Użyciem serbsko-chorwackich enklityk rządzą odpowiednie zasady (krótka forma wyrazu nie może być na przykład pierwszym słowem w zdaniu).